# Izmail Ivanovič Sreznevskij
Izmail Ivanovič Sreznevskij (Jaroslavl', 13 giugno 1812 – San Pietroburgo, 21 febbraio 1880) è stato uno slavista russo.
Dal 1847 professore all'università di Pietroburgo, si occupò soprattutto di lingua russa (Mysli ob istorii russkago jazyka "Pensieri sulla storia della lingua russa", 1849; Materialy dlja slovarja drevnerusskago jazyka "Materiali per il dizionario della lingua russa antica", post., 1893) e di filologia slava (Skazanija ob Antichriste v slavjanskich perevodach "Racconti sull'Anticristo nelle traduzioni slave", 1874; Friul´skie slavjane "Gli Slavi del Friuli", 1878).